# Francesca Quondamcarlo
Francesca Quondamcarlo (n. 21 august 1980, Roma) este o scrimeră italiană specializată pe spadă, laureată cu aur pe echipe la Campionatul Mondial de Scrimă din 2009 și cu argint la individual la Campionatul European de Scrimă din 2013.